# بنك آيفوري
هو عباره عن مؤسسة مالية من المؤسسات أو البنوك في السودان تحت إشراف بنك السودان المركزي.

## التأسيس
تم تاسيس بنك ايفوري  الخرطوم في أغسطس 1994 بولاية الخرطوم. السودان

## عدد العمال
يحتوي البنك على 191 عامل

## الفروع
فرع ولاية الخرطوم -شارع البرلمان
والولايات الأخرى في جنوب السودان-الزنك-جوبا-وأو-ملكال

## وصلات خارجية
بنوك مركزية
بنك الساحل والصحراء نسخة محفوظة 5 يونيو 2019 على موقع واي باك مشين.